# Магреб
Магреб (арап. المغرب العربي []; понекад се такође транскрибује као Могреб), регија Афричког континента која се налази северно од Сахаре, а западно од Нила. Обухвата западне земље Мароко, Западну Сахару (анектирао и окупирао Мароко), Алжир, Тунис, Либију и у мањем делу Мауританију.
Назив Магреб потиче од арапске речи ел-магриб, која значи „западно”. Овај назив раширио се током средњег века, у време кад су на Пиринејско полуострво стигли становници Магреба познати као Мавари.

## Историја
Након завршетка леденог доба, подручје на којем се данас налази Сахара осушило се и настала је пустиња. Због потешкоћа преласка пустиње додир између Магреба и супсахарске Африке је био крајње ограничен. Тако је било све до арапске експанзије и ширења ислама. Чак и тада је трговина била ограничена на скупе (али често профитабилне) караванске експедиције, којима се вршила трговина добара попут соли, злата, робова и слоноваче.
У почетку је Магреб био насељен „белим” кромањоидима на северу и „тамнопутим” народима у Сахари. Касније су, око 8000. п. н. е, тамо стигли са истока „бели” говорници северних афроазијских језика попут Бербера истовремено са појавом капсијске културе.
Многе луке дуж обале Магреба заузели су Феничани, посебно Картагињани. Поразом Картагине, многе луке су дошле под власт Рима, који је на крају преузео надзор над читавом регијом Магреба северно од планине Атлас, осим над неким највишим планинским регијама попут мароканског Рифа.
Арапи су досегли Магреб у време Омејида, али је њихова контрола над њиме била прилично слаба. Различите исламске „херезе” попут Абасида и шиита, које су прихватили неки Бербери, убрзо су збацили калифатову контролу у име својих интерпретација ислама. Арапски језик тек се касније, у 12. веку, раширио као последица инвазије Бану Хилала (отпустили су га, иронично, берберски Фатимиди ради кажњавања због изневере зиридских клијената). Кроз то раздобље, Магреб је варирао између повременог јединства (као под влашћу Алмохада, и кратко под Хафсидима) и уобичајеније поделе на три државе које су грубо одговарале модерном Мароку, западном и источном Алжиру и Тунису.
Након средњег века, подручје се скоро цело налазило под контролом Османског царства, осим Марока. Након 19. века, Магреб су колонизовале Француска, Шпанија и касније Италија.

## Демографија
Култура Магреба врло је сложена, јер људи који живе на том подручју имају и афричке и блискоисточне корене. Већина Магребљана су муслимани који говоре арапским или берберским језиком, неки су претежно афричког порекла. У великим обалним градовима већином живе становници француског, шпанског, италијанског и турског порекла, које су овде у бројној количини населили корсари. Арапски дијалекти Магреба деле много заједничких карактеристика (попут првог лица једнине у презенту на н-) које су их одвојиле од дијалеката Блиског истока и већином од Египта. Берберски језици готово се искључиво говоре у Магребу, а у почетку су се говорили широм њега. Магреб увелико дели заједничку кулинарску традицију. Заиста, Хабиб Бургиба је шаљиво одредио Магреб као део северне Африке где је кускус основна храна.
Унија Арапског Магреба (фр. L'Union du Maghreb Arabe) је настојање за координацијом политичких и економских послова широм регије. Неслагања међу њеним чланицама и сигурносни проблеми у Алжиру представљали су озбиљне сметње.
Западни исламски свет (северозападна Африка) разликује се од Машрека или источног исламског света (Средњи исток). Дословно означава „време и место заласка сунца — запад”. За своје арапске освајаче, регија је била „острво запада” (jazirat al-Maġrib), земља између „мора песка” (Сахаре) и Средоземног мора. Традиционално укључује Мароко, Алжир, Тунис и Триполитанију (у Либији). Недавно су неки извори одређивали Мауританију као део регије Магреба.

## Модерне територије Магреба
- Алжир
- Сеута
- Либија
- Мауританија
- Мелиља
- Мароко
- Тунис
- Западна Сахара

## Средњовековне регије Магреба
- Ифрикија
- Дјерид
- Сус
- Заб
- Ходна
- Риф
- Магреб ал-Авсат (Средњи Магреб)
- Мароко
- Тамесна